# 유흥업
유흥업(遊興業) 또는 풍속영업은 고객이 유흥을 즐길 수 있도록 시설을 갖추고 하는 영업을 의미한다. 주로 여성 접대부들이 손님에게 술을 따르는 일을 하는 경우가 많다. 고위층같은 부유층은 연예인을 사먹기도 하는데 주로 고급 룸살롱에 연예인들이 몸을 파는 행각을 자주 한다. 그래서 연예계가 화류계와 비슷하게 여겨지며 많은 국민들이 연예인을 멸시하는 요소 중 하나이다.